# Bardo Herzig

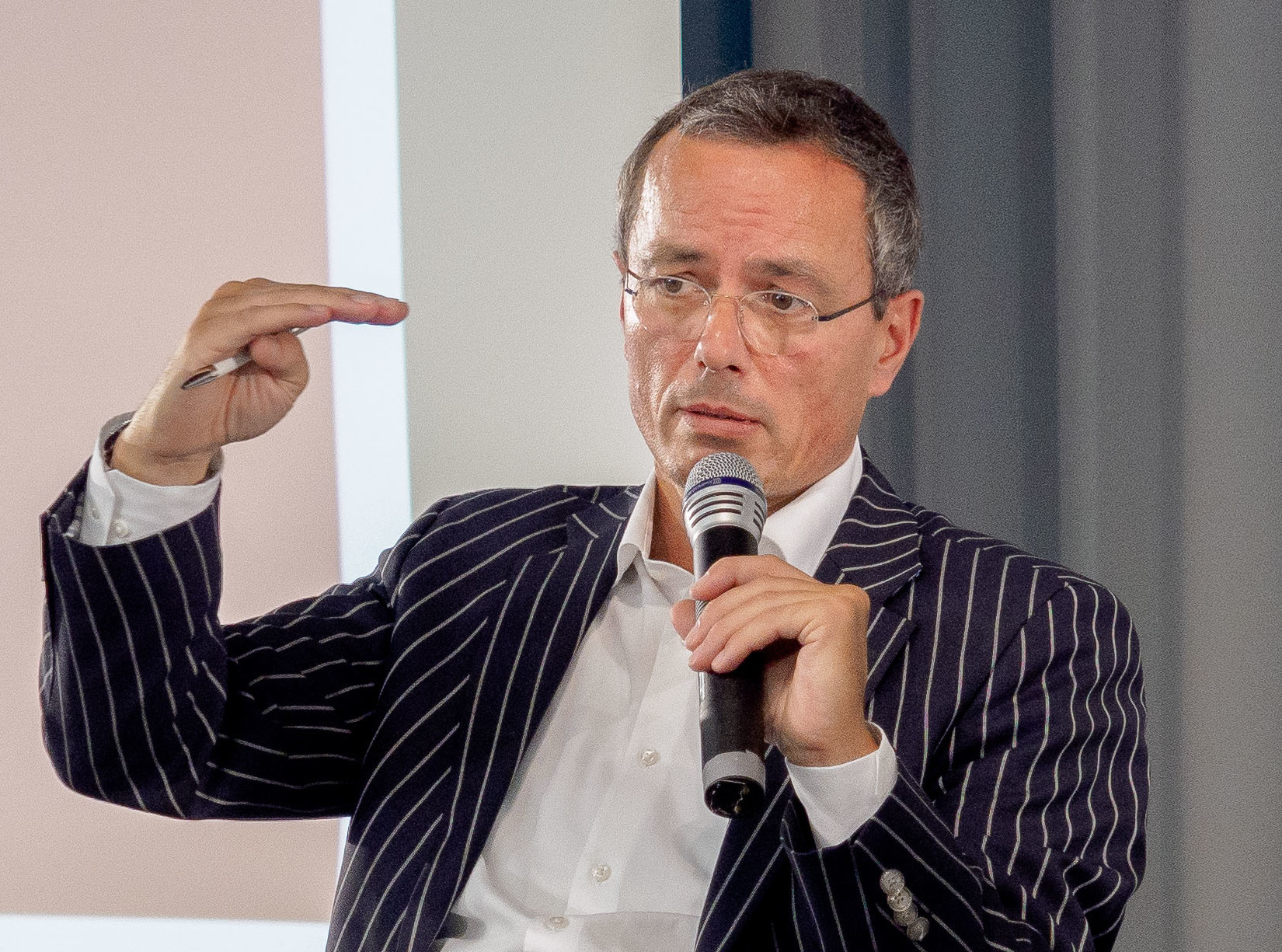
Bardo Herzig, 2018

Bardo Herzig (* 30. Oktober 1964 in Bad Driburg) ist ein deutscher Erziehungswissenschaftler und Professor für Allgemeine Didaktik und Schulpädagogik unter Berücksichtigung der Medienpädagogik im Institut für Erziehungswissenschaft der Fakultät für Kulturwissenschaft an der Universität Paderborn. Herzig ist seit 2009 Direktor des Zentrums für Bildungsforschung und Lehrerbildung (PLAZ) an der Universität Paderborn.

## Werdegang
Der gebürtige Bad Driburger absolvierte das Studium der Fächer Physik und Informatik – zunächst an der Universität Bielefeld, dann an der Universität Paderborn – und schloss dies 1992 mit dem Ersten Staatsexamen für die Sekundarstufe I und II ab. Von 1992 bis 1997 war Bardo Herzig als wissenschaftlicher Mitarbeiter in der Arbeitsgruppe „Allgemeine Didaktik und Medienpädagogik“ sowie parallel von 1994 bis 1995 als Lehrbeauftragter am Evangelischen Weiterbildungsinstitut Münster tätig. 1997 promovierte er in Paderborn in der Erziehungswissenschaft, bei Gerhard Tulodziecki. An dessen Lehrstuhl war er bis 2002 Wissenschaftlicher Assistent. Parallel nahm er von 1999 bis 2003 Lehraufträge an der Universität Osnabrück wahr und war bis 2002 Dozent im Studiengang „VorLauf“ an der FernUniversität Hagen. Nach seiner Habilitation und der Verleihung der venia legendi in der Erziehungswissenschaft übernahm Bardo Herzig in Hagen eine Vertretungsprofessur für Theorie der Schule und des Unterrichts. Von 2004 bis 2006 war er Inhaber des Lehrstuhls für Lehr- und Lernforschung mit dem Schwerpunkt Neue Medien an der Ruhr-Universität Bochum. Seit 2006 ist er Professor für Allgemeine Didaktik und Schulpädagogik unter Berücksichtigung der Medienpädagogik im Institut für Erziehungswissenschaft der Fakultät für Kulturwissenschaft an der Universität Paderborn.

## Forschungsschwerpunkte und -projekte
Die Forschungsschwerpunkte von Bardo Herzig liegen unter anderem in den Bereichen Lehren und Lernen mit Medien, der schulischen Medienerziehung, der theoriegeleiteten Entwicklung und Evaluation von Lernumgebungen, dem Medienhandeln und -erleben von Kindern und Jugendlichen sowie der Theorie der Medienbildung und der Medienkompetenz.
Bardo Herzig war und ist in vielzähligen Forschungsprojekten beteiligt (Auswahl):
- 2016–2019: REDiB – Interaktionsdesign für reflexive Erfahrung im Bildungskontext (DFG – Deutsche Forschungsgemeinschaft)
- 2012–2015: M³K – Modellierung und Messung medienpädagogischer Kompetenz (BMBF – Bundesministerium für Bildung und Forschung)
- 2005–2006: Metastudie Mediennutzung an Schulen (Deutsche Telekom AG, Bundesministerium für Bildung und Forschung)
- 2004: Steigerung der Effizienz des mathematisch-naturwissenschaftlichen Unterrichts (Entwicklung eines Disseminationsprogramms für SINUS-Transfer NRW) (Landesinstitut für Schule NRW, Bund-Länder-Kommission für Bildungsplanung und Forschungsförderung)
- 2004: Neue Medien in der Bildung (Evaluation Förderbereich Schule) (Bundesministerium für Bildung und Forschung)

## Funktionen
Von 2006 bis 2009 hatte Bardo Herzig die Leitung des Instituts für Erziehungswissenschaft an der Universität Paderborn inne. Seit 2009 ist er Direktor des Zentrums für Bildungsforschung und Lehrerbildung (PLAZ) an der Universität Paderborn.

## Auszeichnungen und Ehrungen
- 2023: 1. Frank-Ortner-Preis für herausragende wissenschaftliche Beiträge zur Weiterentwicklung von digitalen Bildungsmedien der Gesellschaft für Pädagogik, Information und Medien e. V. (GPI)[2]

## Publikationen (Auswahl)
- mit E. Kiel, U. Maier und U. Sandfuchs (Hrsg.): Handbuch Unterrichten an allgemeinbildenden Schulen. Verlag Julius Klinkhardt, Bad Heilbrunn, 2019.
- mit G. Tulodziecki, S. Blömeke (Hrsg.): Gestaltung von Unterricht. Verlag Julius Klinkhardt, Bad Heilbrunn, 2017.
- Wie wirksam sind digitale Medien im Unterricht? Bielefeld: Bertelsmann Stiftung 2014.
- Medienbildung. Grundlagen und Anwendungen. (= Handbuch Medienpädagogik. Band I). kopäd, München 2012.
- mit D. Meister, H. Moser und H. Niesyto (Hrsg.): Jahrbuch Medienpädagogik 8. Medienkompetenz und Web 2.0. Verlag VS für Sozialwissenschaften, Wiesbaden 2010.